# Мошняга Тимофій Васильович
Тимофі́й Васи́льович Мошня́га (рум. Timofei Moșneaga; 6 березня 1932, Коржова, Дубесарський район, Молдавська АРСР, Українська РСР, СРСР — 1 червня 2014, Кишинів, Молдова) — радянський та молдавський лікар, державний, громадський та політичний діяч. Народний лікар СРСР (1979). Народний депутат СРСР. Міністр охорони здоров'я Молдови з 5 квітня 1994 року по 24 січня 1997 року. Головний лікар Республіканської клінічної лікарні протягом понад 40 років. 

## Біографія
Народився 6 березня 1932 року в селі Коржова Дубесарського району Молдавської АРСР (нині — Дубесарський район Молдови), у родині Василя та Єфросинії Мошняги. Мав чотирьох сестер та трьох братів. 
Закінчив початкову школу у своєму рідному селі, потім середню школу у Дубоссарах. 1956 року закінчив Кишинівський державний медичний інститут (нині Державний університет медицини та фармації імені Миколи Тестеміцану).
До 1960 року працював викладачем Бендерського медичного училища та дільничним терапевтом, потім завідувачем міського та районного відділу охорони здоров'я міста Бендери.
На початку 1960 року, у віці 27 років був призначений головним лікарем Республіканської клінічної лікарні (Кишинів). Стара лікарня, розташована в адаптованих будинках у післявоєнний період, не відповідала потребам населення у спеціалізованій допомозі, тому головлікар зайнявся будівництвом нової лікарні. Нарешті, 1977 року, після значних зусиль, лікарню було здано в експлуатацію.
За короткий час у РКБ відкрилися спеціалізовані відділення для пацієнтів із соматичними та хірургічними захворюваннями, оснащені сучасними медичними технологіями, у тому числі обладнанням для сучасного методу літотрипсії ниркового каміння. У хірургічному корпусі було створено відділення шлункової хірургії, проктології, судинної хірургії, кардіохірургії та ендоскопічної хірургії. Відділ медичної діагностики був оснащений сучасним обладнанням та створено відділення магнітно-резонансної томографії, лабораторії клінічної імунології, бактеріологічної лабораторії, відділення ангіографії периферичних судин та кардіоангіографії.
Зробив значний внесок у створення належних умов для викладання, наукової та клінічної діяльності, що проводиться на 15 кафедрах Кишинівського державного медичного інституту. Кандидат медичних наук (1968). У період 1972—1989 — доцент кафедри госпітальної терапії Кишинівського державного медичного інституту.
Опублікував близько 150 наукових праць з вивчення функціонального стану печінки за допомогою радіоактивної фарби бенгал-троянд та впливу деяких мінеральних вод Молдовської РСР на зовнішньосекреторну функцію печінки при захворюваннях гепатобіліарної системи. Підготував 16 кандидатів медичних наук.
1980 року режисер і сценарист Анатолій Кодру зняв біографічний фільм про Тимофія Мошнягу під назвою «Мрія мого життя». Музику фільму написав композитор Аркадій Люксембург.
За проєктування та будівництво нової будівлі Республіканської клінічної лікарні як лікар-технолог, був удостоєний звання лауреата Державної премії Молдавської РСР в галузі літератури, мистецтва та архітектури (1982).
2002 року, напередодні 70-річного ювілею головлікаря, публіцист Іон Стіч видав біографічну книгу «Народний лікар Тимофій Мошняга».
За видатні заслуги у професійній діяльності був удостоєний почесних звань «Заслужений лікар Молдавської РСР», «Народний лікар СРСР», нагороджений вищими державними нагородами, у тому числі орденом Республіки «на знак визнання особливих заслуг у розвитку охорони здоров'я, значний внесок у впровадження передових методів діагностики та лікування та плідну організаційно-методичну діяльність». У 2003 році був удостоєний звання Почесного головного лікаря Республіканської клінічної лікарні.

### Політична діяльність
Член КПРС із 1953 року. В 1957 був обраний народним депутатом Кишинівської міської Ради трудящих (нині Муніципальна рада Кишинева). 
У 1989 році був обраний народним депутатом Верховної Ради СРСР від Кишинівського Ленінського національно-територіального виборчого округу № 257. Член Комітету Верховної Ради СРСР у міжнародних справах. Разом із народним депутатом Євгеном Догою вони єдині з членів делегації МРСР підписали відкритий лист Президенту СРСР Михайлу Горбачову, в якому виступили за територіальну цілісність Молдови, засуджуючи сепаратистські рухи на Лівобережжі Дністра. Після проголошення незалежності Республіки Молдова, відповідно до постанови Парламенту Республіки Молдова, призначений керівником групи спеціальних спостерігачів Ради Республік Верховної Ради СРСР. 
У 1994 році був обраний депутатом Парламенту Республіки Молдова за списками Аграрно-демократичної партії, член Комісії із соціального захисту, охорони здоров'я та екології.
В період 1994—1997 рр. займав посаду міністра охорони здоров'я Республіки Молдова. На посаді міністра виступає за збереження національної медичної спадщини, посилення ефективності роботи медичного персоналу та лікарняних закладів країни. Співпрацює з компаніями з Японії із залучення інвестицій у медичну систему країни. Надалі значна частина лікарень була оснащена німецьким медичним обладнанням марки Сіменс. 1995 року Міністерство охорони здоров'я на чолі з Мошнягою розробляє Закон про охорону здоров'я, який регулює діяльність системи охорони здоров'я Молдови. За час свого мандата він встановлює прямий контакт із Всесвітньою організацією охорони здоров'я, регіональний офіс якої було відкрито у Кишиневі.

## Родина
Був одружений, дружина — Марія Степанівна Мошняга (уроджена Бурлаку), лікар акушер-гінеколог, доцент, кавалер ордена «Трудова слава». Мав двох синів.

## Нагороді та звання
- Значок «Відміннику охорони здоров'я»
- Медаль «За трудову доблесть» (1961)
- Заслужений лікар Молдавської РСР (1966)
- Меда́ль «За до́блесну пра́цю. В ознаменува́ння 100-рі́ччя з дня наро́дження Володи́мира Ілліча́ Ле́ніна» (1970)
- Орден «Знак Пошани» (1971)
- Орден Трудового Червоного Прапора (1976)
- Народний лікар СРСР (1979)
- Лауреат Державної премії Молдавської РСР в галузі літератури, мистецтва та архітектури (1982)
- Орден Леніна (1986)
- Доктор honoris causa Державного університету медицини і фармакології імені Миколи Тестеміцану (1994)
- Орден Республіки (1997)[2]
- Почесний головний лікар Республіканської клінічної лікарні (2003)[3]
- Медаль Миколи Тестеміцану (2004)[8]
- Грамота Уряду Республіки Молдова I ступеня (2012)
- Премія «За всю медичну кар'єру» — Гала премій в галузі охорони здоров'я (I випуск) (2012)[9]

## Пам'ять
Помер 1 червня 2014 року в Кишиневі. Похований на Центральному цвинтарі у Кишиневі. 
Его бюст знаходиться на «Алеї видатних лікарів і вчених», в околиці навчального корпусу № 1 ім. Леоніда Кобилянського, Державного університету медицини та фармації імені Миколи Тестеміцану.
C 19 липня 2017 року, згідно з постановою Уряду Республіки Молдова, Республіканській клінічній лікарні присвоєно ім'я Тимофія Мошняги
Напередодні 200-річчя заснування Республіканської клінічної лікарні, на головному вході було встановлено барельєф, присвячений колишньому головному лікарю.
|  | Закон повинен бути рівний для всіх — від працівника до міністра. І відповідальність перед законом повинна бути однаковою. |